# Serj Sargsyan
Serj Sargsyan (em armênio/arménio:  Սերժ Ազատի Սարգսյան, Stepanakert, 30 de junho de 1954) é um político armênio, foi presidente do país entre 2008 e 2018. Também foi primeiro-ministro do país entre março de 2007 e abril de 2008, novamente durante escassos dias em 2018.
Estudou na Universidade Estatal de Yerevan em 1971, serviu nas Forças Armadas Soviéticas de 1971 a 1972, e graduou-se na Faculdade de Psicologia da Universidade Estatal de Yerevan em 1979. Em 1983, casou-se. Tem dois filhos, Anush e Satenik, além de uma neta, Mariam. É presidente da Federação de Xadrez da Arménia.